# 恩雅馬坦達
19°16′S 34°13′E / 19.267°S 34.217°E

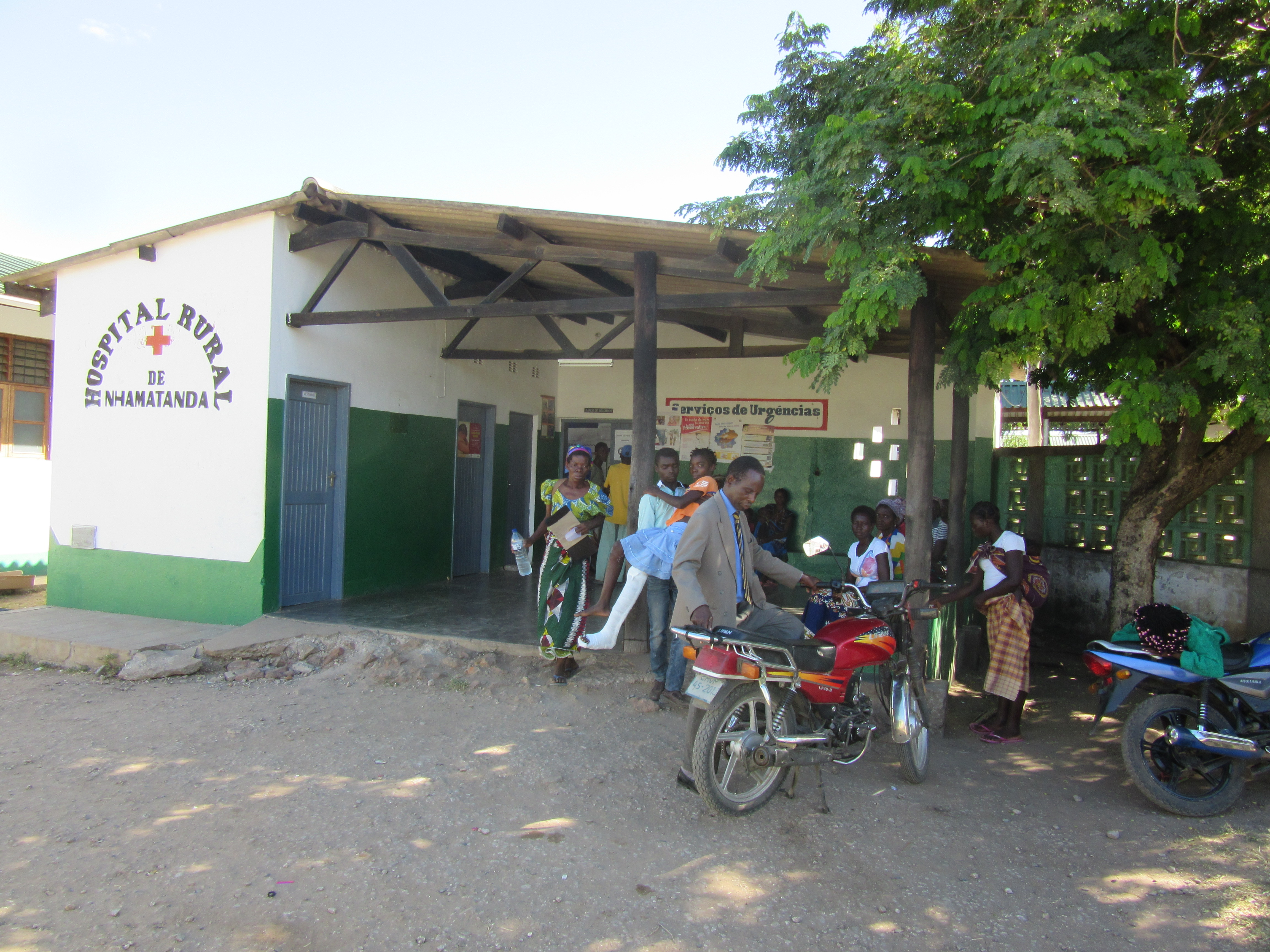
恩雅馬坦達的鄉村醫院

恩雅馬坦達（葡萄牙語：Nhamatanda），是莫桑比克的城鎮，位於該國中東部，由索法拉省負責管轄，是恩雅馬坦達區的首府，該城鎮處於貝拉和哈拉雷之間。